# Edward Żórawski
Edward Tadeusz Żórawski (ur. 20 października 1889 w Krubinie, zm. po 1945) – major piechoty Wojska Polskiego, działacz niepodległościowy, kawaler Orderu Virtuti Militari, agronom.

## Życiorys
Urodził się 20 października 1889 w majątku Krubin, w ówczesnym powiecie ciechanowskim guberni płockiej (obecnie osiedle Ciechanowa), w rodzinie Tadeusza i Pauliny z Krajewskich. W 1902 rozpoczął naukę w rządowym gimnazjum realnym w Warszawie. W 1905, w czasie strajku szkolnego, przeniósł się do siedmioklasowej Szkoły Handlowej Zgromadzenia Kupców m. Warszawy. W 1909 zdał egzamin maturalny i kontynuował naukę w Studium Rolniczym Uniwersytetu Jagiellońskiego w Krakowie.
W 1926 został przeniesiony do 41 pułku piechoty w Suwałkach na stanowisko dowódcy kompanii. 18 lutego 1928 prezydent RP nadał mu z dniem 1 stycznia 1928 stopień majora w korpusie oficerów piechoty i 161. lokatą. W kwietniu tego roku został wyznaczony na stanowisko oficera sztabowego pułku. W lipcu 1928 został przeniesiony do Szkoły Podchorążych Rezerwy Piechoty Nr 7 w Śremie na stanowisko zastępcy komendanta szkoły. W tym samym roku szkoła została przeformowana w Batalion Podchorążych Rezerwy Piechoty Nr 7, a zajmowane przez niego stanowisko otrzymało nazwę „zastępca dowódcy batalionu”. W styczniu 1930 został przeniesiony do Szkoły Podchorążych dla Podoficerów w Bydgoszczy na stanowisko dowódcy batalionu. W październiku 1932 został przeniesiony do 50 pułku piechoty w Kowlu na stanowisko dowódcy batalionu, a w kwietniu 1934 przesunięty na stanowisko kwatermistrza. Z dniem 31 października 1935 został przeniesiony w stan spoczynku.
Na emeryturze zamieszkał w Stanisławowie przy ul. Gołuchowskiego 132, a od 1936 posiadał parcelę w letnisku Zosinek. Od 1937 był zatrudniony w Junackich Hufcach Pracy na stanowisku komendanta 6 batalionu, w stopniu funkcyjnym oboźnego. W kampanii wrześniowej walczył jako dowódca I batalionu 179 pułk piechoty. 3 października 1939 został ranny w bitwie pod Kockiem. W czasie okupacji niemieckiej prowadził gospodarstwo rolne koło Grodziska Mazowieckiego. Po wojnie przeniósł się na Ziemie Odzyskane, gdzie otrzymał gospodarstwo rolne w powiecie malborskim.
Ożenił się z Marią z Kropkiewiczów primo voto Butkiewicz. Był ojczymem Jarosława Butkiewicza (1911–1940), podporucznika lekarza Wojska Polskiego, zamordowanego w Charkowie.

## Ordery i odznaczenia
- Krzyż Srebrny Orderu Wojskowego Virtuti Militari nr 1219[1] – 16 lutego 1921[22]
- Krzyż Walecznych czterokrotnie[23][24]
- Medal Niepodległości – 13 września 1933 „za pracę w dziele odzyskania niepodległości”[25][26][2][27]
- Medal Pamiątkowy za Wojnę 1918–1921[23]
- Medal Dziesięciolecia Odzyskanej Niepodległości[23]
- Medal Zwycięstwa[23]